# Bob Bryar
Robert Cory «Bob» Bryar (Chicago, Illinois; 31 de diciembre de 1979-Shelbyville, Tennessee; 24 de noviembre de 2024)o simplemente conocido como Bob Bryar, fue un músico e ingeniero de sonido estadounidense, más conocido como el baterista de la banda de rock estadounidense My Chemical Romance. Fue el último baterista oficial de la banda y el que más tiempo estuvo en su cargo, actuando en el grupo de rock desde 2004 hasta su salida en 2010. Nacido en Chicago, Bryar aprendió a tocar la batería a los cuatro años y tocó en varias bandas escolares. Posteriormente, formó su propia banda antes de ir a la Universidad de Florida a estudiar ingeniería de sonido. Para el año 2000, Bryar ya formaba parte de los equipos de varias bandas de gira, incluyendo las bandas de rock The Used y Thrice.
Bryar se unió a My Chemical Romance poco después del lanzamiento del segundo álbum de estudio de la banda, Three Cheers for Sweet Revenge, en 2004, reemplazando al baterista original Matt Pelissier. Actuó en todos los lanzamientos posteriores en apoyo del álbum, así como en el exitoso álbum conceptual de la banda, The Black Parade (2006). A pesar de sufrir numerosas lesiones durante la gira, Bryar continuó de gira con la banda y se unió a ellos en el estudio para grabar su cuarto álbum de estudio antes de dejar My Chemical Romance en 2010 por razones no reveladas. Su última contribución fue tocar en el último lanzamiento de la banda antes de su disolución en 2013, Conventional Weapons, grabado en 2009.
Después de su salida de la banda, Bryar se convirtió en una figura detrás de escena en las giras de varias bandas antes de retirarse de la música en 2014. Posteriormente se convirtió en agente inmobiliario y en un activo defensor de organizaciones benéficas y santuarios de perros, subastando su antiguo equipo de baterías y su traje de The Black Parade y donando el dinero. En noviembre de 2024, Bryar fue encontrado muerto en su casa de Shelbyville, Tennessee. El informe de la autopsia descartó la causa de su muerte como inconclusa.

## Primeros años y carrera
Bryar nació en Chicago, Illinois, el 31 de diciembre de 1979. Empezó a tocar la batería a los cuatro años y, cuando más tarde se unió a las bandas de su escuela, decidió tocar este instrumento. A lo largo de su vida, hasta la secundaria, Bryar participó en la banda de jazz, la banda de música y la orquesta de su escuela. Al llegar a la secundaria, dejó de participar en las bandas escolares, creyendo que nadie las tomaba en serio. Empezó a tocar en una banda de jazz independiente, que tocaba principalmente en fiestas y cafeterías. Más tarde se unió a una banda de punk rock y a una banda de versiones de King Crimson como segundo baterista.
Una de las principales influencias de Bryar fue el baterista de Rush, Neil Peart. Según Bryar, siempre que practicaba la batería en aquella época, ponía música de Rush de fondo e intentaba seguir el ritmo, y que esta experiencia le enseñó más sobre la batería que cualquier lección que hubiera tomado. También afirmó que, con el tiempo, aprendió a tocar todas las canciones de Rush en la batería, y que este logro "continuó durante su etapa como baterista".
Tras la banda de versiones de King Crimson, Bryar formó su propia banda de punk rock. Declaró que, en aquel entonces, creía que una banda debía actuar con la mayor frecuencia posible. Esto entraba en conflicto con la vida de sus compañeros, y Bryar abandonó la banda.[3] Posteriormente, Bryar estudió ingeniería de sonido en la Universidad de Florida. Posteriormente, se convirtió en ingeniero de audio de House of Blues en Chicago, donde trabajó un par de años. A partir del año 2000, se unió a los equipos de varias bandas de gira, también como ingeniero de audio. Entre estas bandas se encontraban The Used y Thrice. También fue mánager de giras.

### My Chemical Romance
Bryar conoció a My Chemical Romance mientras trabajaba con The Used en una gira que ambas bandas realizaban juntas. En 2004, My Chemical Romance expulsó a su entonces baterista Matt Pelissier, debido a su falta de desempeño y problemas personales con los miembros. Inmediatamente después de su despido, la banda le pidió a Bryar que fuera su nuevo baterista, a pesar de no haberlo escuchado tocar nunca antes. Aceptó la oferta, aprendió a tocar la batería de nuevo y renunció a su trabajo actual en la gira Projekt Revolution. Estos eventos ocurrieron poco después del lanzamiento de su segundo álbum de estudio, Three Cheers for Sweet Revenge (2004), con Bryar participando en la gira promocional de la banda para dicho álbum una semana después de la salida de Pelissier.
Bryar apareció en todos los videos musicales de Three Cheers for Sweet Revenge (excepto en la primera versión del video de "I'm Not Okay (I Promise)"; apareció en la segunda versión, donde superó una lesión de tobillo que sufrió antes de la grabación por temor a que lo consideraran inexperto.), y también participó en todos los lanzamientos posteriores en apoyo del álbum, incluyendo Life on the Murder Scene y ¡Venganza!. Bryar participó, grabó y coescribió el tercer álbum de estudio de My Chemical Romance, The Black Parade (2006). Este álbum marcó la primera vez que Bryar aparecía en los créditos de una obra de la banda. El álbum fue favorecido por los críticos musicales y fue un éxito comercial, siendo galardonado con el estatus de doble platino en el Reino Unido y los Estados Unidos. Durante la grabación del vídeo musical de "Famous Last Words", Bryar sufrió importantes quemaduras de tercer grado en la pierna, que posteriormente se infectó con estafilococo áureo. La infección se extendió por todo el cuerpo, llegando a la cara y ejerciendo presión sobre el cerebro. También recibió múltiples ampollas alrededor de sus manos como resultado de tocar extremadamente durante un largo periodo de tiempo. Sus lesiones provocaron la cancelación de varios conciertos promocionales que la banda tenía programados para el álbum. La banda lanzó un comunicado, disculpándose por cancelar los shows, afirmando que "quieren estar a su lado todo el tiempo".
Cuando la banda realizó la gira The Black Parade World Tour en apoyo del álbum en febrero de 2007, Bryar comenzó a tener complicaciones en su muñeca que posteriormente derivaron en síndrome del túnel carpiano, esto a finales de octubre de ese mismo año. Lo que provocó que la banda cancelara varias fechas. En respuesta a sus lesiones, Bryar se disculpó en el MySpace de la banda, explicando que había tenido problemas con su muñeca "en los últimos años", y que recibió un "bulto del tamaño de una pelota de golf" en su muñeca y comenzó a "perder el control y la sensibilidad en [sus] dedos". Estuvo fuera de la gira y la banda continuó, reemplazándolo con Pete Parada de Saves the Day y Tucker Rule de Thursday en ciertas fechas. Aunque Bryar no pudo actuar, continuó de gira con la banda en esas fechas para ayudar montar el escenario, y regresó para la última etapa de la gira en enero de 2008. Tras terminada la gira, Bryar empezó con su recuperación completamente, Gerard Way informó desde el MySpace de la banda que "todos estamos muy contentos de que cuando vuelva a coger las baquetas no tendrá el intenso dolor que tuvo durante el último año de gira."

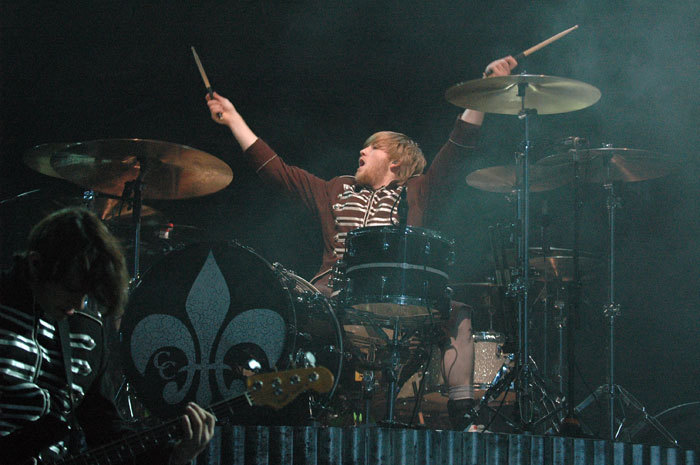
Bryar en el escenario, en 2007

My Chemical Romance volvió a entrar al estudio en 2009 para grabar su cuarto álbum de estudio con el productor Brendan O'Brien. También hicieron varios conciertos ese mismo año interpretando material inédito de su próximo álbum.
En febrero de 2010, Bryar se separó de My Chemical Romance; según el biógrafo de la banda, Tom Bryant, fue expulsado de la banda.
El 3 de marzo de 2010, el guitarrista rítmico Frank Iero anunció en su sitio web oficial que Bryar había dejado la banda, escribiendo:

"Hace 4 semanas, My Chemical Romance y Bob Bryar tomaron caminos separados. Esta fue una decisión dolorosa que todos tomamos y no se tomó a la ligera. Le deseamos la mejor de las suertes en sus futuros proyectos y esperamos que todos ustedes hagan lo mismo."

Los motivos de su salida fueron vagos, y ninguno de los miembros de la banda habló al respecto en ese momento. En un homenaje de 2024 tras la muerte de Bryar, Iero declaró que antes de su partida, uno de sus perros fue asesinado tras ser estafado por un entrenador de perros. Iero explicó que el incidente marcó un punto de inflexión en la relación de Bryar con la banda, afirmando que "simplemente no podía mantener la calma" y que su "tristeza, ira y desconfianza eran demasiado grandes para manejarlas y se apoderaron de todos los aspectos".
Bryar sigue siendo el baterista con más años en la banda, y la banda tampoco tiene un baterista a tiempo completo desde su salida.
La banda lanzó su cuarto álbum de estudio Danger Days: The True Lives of the Fabulous Killjoys en 2010, con Bryar acreditado como compositor de cinco canciones, incluyendo los sencillos "Na Na Na (Na Na Na Na Na Na Na Na Na)" y "The Only Hope for Me Is You".
La banda lanzó Conventional Weapons, un álbum recopilatorio que consta de diez canciones inéditas que se grabaron en 2009, antes de la partida de Bryar y la realización de Danger Days: The True Lives of the Fabulous Killjoys, todas las cuales incluyen a Bryar tocando la batería. Lanzaron dos canciones cada mes desde octubre de 2012 hasta febrero de 2013. My Chemical Romance se disolvió en marzo de 2013. Cuando la banda se reunió en 2019, Bryar no fue incluido como parte de la formación.

## Vida Posterior y Muerte
Después de su salida de My Chemical Romance, Bryar continuó involucrado en el negocio de la música como una figura detrás de escena en las giras de varias bandas. Evitó en gran medida la atención de los medios. El 2 de octubre de 2014, Bryar anunció su retiro de la música, convirtiéndose posteriormente en agente de bienes raíces.
En febrero de 2015, cinco años después de haber sido expulsado de la banda, dijo que el evento lo llevó a una depresión y pensamientos suicidas, aunque con la ayuda de medicamentos, se había estado recuperando.
El 20 de julio de 2016, My Chemical Romance publicó en sus páginas oficiales de Twitter y Facebook un video con la introducción de piano de «Welcome to the Black Parade», que termina con una fecha críptica, «9/23/16». El video también fue publicado en el canal de YouTube de la banda con el título «MCRX». Esto dio lugar a numerosos rumores e informes sobre la posible reunión de la banda hasta que se reveló que se trataba de una reedición de The Black Parade con demos inéditos. La reedición, titulada The Black Parade/Living with Ghosts, incluye 11 demos y pistas en vivo. En septiembre de 2016, Bryar apareció en una entrevista exclusiva con Alternative Press para promocionar el nuevo álbum. En su primera entrevista desde que dejó la banda, Bryar recordó múltiples recuerdos de la grabación y la gira de The Black Parade.
En enero de 2020, Bryar participó en un homenaje al recientemente fallecido baterista de Rush, Neil Peart, recordando su "obsesión adolescente" y su amistad con Peart. En junio de 2021, Bryar anunció que se había retirado oficialmente de la batería, citando sus continuos problemas en la muñeca, la edad, el peso y su deseo de hacer "algo nuevo".

### Equipo
Durante su etapa en My Chemical Romance, Bryar era conocido por utilizar baterías fabricadas por C&C, una empresa de baterías personalizadas con sede en Gladstone, Misuri, combinadas con platillos "Paragon" de Sabian y parches Remo. Bryar tocaba las baquetas "ROCK" de Vic Firth, hasta que cambió a las baquetas "XD-Rock" de Vater en 2007.

### Filantropía
Después de su salida de My Chemical Romance, Bryar participó activamente en organizaciones benéficas y santuarios de rescate de perros. En 2017, subastó sus equipos utilizado durante la época de Three Cheers for Sweet Revenge y The Black Parade. En junio de 2021, Bryar subastó una batería utilizada durante los MTV Video Music Awards de 2005, en el cual interpretaron "Helena" en eBay y dedicó el dinero al Centro de Adopción y Control de Animales del Condado de Williamson ubicado en Franklin, Tennessee. En octubre de 2022, Bryar subastó su uniforme de The Black Parade en eBay y dedicó el dinero a animales abandonados y refugiados en Florida y Carolina del Sur que se vieron afectados por el Huracán Ian, afirmando que "simplemente está en una caja sin hacer nada y la gente necesita ayuda con dinero ahora mismo".

### Fallecimiento
Bryar fue visto con vida por última vez el 4 de noviembre de 2024. El 26 de noviembre, Bryar fue encontrado muerto en su casa de Shelbyville, Tennessee. Según su obituario, falleció dos días antes. La causa de su muerte aún no ha sido revelada. My Chemical Romance rindió homenaje a Bryar a través de las redes sociales, llamándolo una "parte importante de la historia de My Chemical Romance". Frank Iero escribió un homenaje aparte a Bryar en Instagram, contando su amistad con él y reveló un tatuaje dedicado a Bryar. En marzo de 2025, el informe de su autopsia indicó que la causa de su muerte era "indeterminada", y factores como su grave estado de descomposición dificultaron determinarla. El informe también indicó que se encontraron tres cartuchos abiertos de óxido nitroso junto a su cuerpo, lo que generó temores de una posible sobredosis. También indicó que su cuerpo parecía haber estado ingerido por animales.

## Discografía

### My Chemical Romance
• "All I Want for Christmas Is You" (2004; versión de Mariah Carey)
• "Astro Zombies" (2005; versión de Misfits)
• "Under Pressure" (2005; con The Used; versión de Queen/David Bowie)
• Warped Tour Bootleg Series (2005)
• Life on the Murder Scene (2006)
•  The Black Parade (2006)
• Live and Rare (2007)
• AOL Sessions (2007)
• The Black Parade Is Dead! (2008)
• Desolation Row (2009; versión de Bob Dylan)
• The Black Parade: The B-Sides (2009)
• ¡Venganza! (2009)
• Danger Days: The True Lives of the Fabulous Killjoys (2010; créditos únicamente)
• Conventional Weapons (2012-2013)
• May Death Never Stop You (2014; álbum de grandes éxitos)
• The Black Parade/Living with Ghosts (2016; relanzamiento del The Black Parade)